# Jean-François Izoard
Pour les articles homonymes, voir Izoard.
Jean-François Izoard, né à Embrun (province du Dauphiné, actuel département des Hautes-Alpes), le 2 novembre 1765, mort dans la même ville le 13 juillet 1840  est un homme politique de la Révolution française. 

## Biographie
Son père Jean-Baptiste Izoard est conseiller procureur du roi au bailliage d'Embrun. Jean-François Izoard est avocat, inspecteur du Trésor public et procureur-syndic de sa ville natale. 

## Carrière politique
En septembre 1791, Izoard est élu suppléant, le premier sur les deux, pour le département des Hautes-Alpes à l'Assemblée nationale législative où il n'est pas appelé à siéger. Il est élu député titulaire, le troisième sur cinq, à la Convention nationale en septembre 1792. Au début de la session parlementaire, il est désigné commissaire aux archives aux côtés de Lepeletier de Saint-Fargeau, Henri Grégoire, Jean-Baptiste Mailhe, Jean-Bon Saint-André, Jean Duprat, Alexandre-Jean Ruault et Jean Julien « de Toulouse ».  
Il siège dans les rangs de la Plaine. Au procès de Louis XVI, ainsi que ses quatre collègues hauts-alpins, il vote la détention et demande le sursis à l'exécution de la peine. Il demande l'ajournement sur la mise en accusation de Marat et est absent lors du rétablissement de la Commission des Douze. 
Entre pluviôse et messidor an III (entre février et juin 1795), Izoard est envoyé en mission dans les départements des Basses et des Hautes-Pyrénées. 
Izoard est réélu député au Conseil des Cinq-Cents d'où il sort en germinal an VI (mai 1797).  

### Sources
- « Jean-François Izoard », dans Adolphe Robert et Gaston Cougny, Dictionnaire des parlementaires français, Edgar Bourloton, 1889-1891 [détail de l’édition]